# Haemagogus lucifer
Haemagogus lucifer är en tvåvingeart som först beskrevs av Howard, Dyar och Frederick Knab 1913.  Haemagogus lucifer ingår i släktet Haemagogus och familjen stickmyggor. Inga underarter finns listade i Catalogue of Life.